# Kvetiapin
Kvetiapin (anglicky quetiapin) je lék, který patří mezi tzv. atypická antipsychotika. Tento přípravek se užívá k léčbě negativních příznaků u schizofrenie, k léčbě bipolární afektivní poruchy, deprese nebo úzkostných stavů. Váže se na různé neurotransmiterové receptory a funguje na nich jako antagonista dopaminu, serotoninu a (nor)adrenalinu.
Ročně se prodá kvetiapin za cca 1,3 miliardy dolarů. Kvetiapin byl vyvinut firmou AstraZeneca mezi lety 1992 a 1996 a schválen FDA v roce 1997. Dnes existují i generika na bázi kvetiapinu. V České republice se prodává pod obchodními názvy, jako jsou Kventiax, Seroquel, Derin, Ketilept, Questax nebo Quetiapin Teva.